# Зелёная Диброва (Сумский район)
Зелёная Диброва (укр. Зелена Діброва; до 2024 года — Зелёная Роща) — село,
Сульский сельский совет,
Сумский район,
Сумская область,
Украина.
Код КОАТУУ — 5924787303. Население по переписи 2001 года составляло 37 человек.

## Географическое положение
Село Зелёная Роща находится на расстоянии в 1 км от села Сула.
Рядом проходит автомобильная дорога Н-07.

## Происхождение названия
На территории Украины 3 населённых пункта с названием Зелёная Роща.